# Boris Smirnov
Boris Smirnov (San Pietroburgo, 26 ottobre 1908 – Mosca, 19 dicembre 1982) è stato un attore sovietico.

## Filmografia parziale

### Attore
- Il compositore Glinka (1952)
- Il comunista (1957)
- Troe vyšli iz lesa (1958)

## Premi
- Artista popolare della RSFSR
- Artista del popolo dell'Unione Sovietica
- Premio Lenin
- Ordine di Lenin
- Ordine della Rivoluzione d'ottobre
- Ordine della Bandiera rossa del lavoro
- Ordine del distintivo d'onore
- Medaglia per la difesa di Leningrado
- Medaglia al merito del lavoro durante la grande guerra patriottica del 1941-1945